# 木内均
木内 均（きうち ひとし、1964年8月3日 - ）は、日本の政治家。衆議院議員（2期）、長野県議会議員（2期）、佐久市議会議員（2期）を務めた。

## 経歴
長野県佐久市生まれ。長野県野沢北高等学校を経て、法政大学法学部政治学科入学。在学中は、内田健三のゼミに所属。在学中に野田佳彦（当時は千葉県議会議員）の選挙を手伝ったことで本格的に政治家を目指すようになり、1988年3月に法政大卒業後、同年4月、松下政経塾に入塾。1993年2月、卒塾（第9期生）。
1993年4月の佐久市議会議員選挙で初当選。2000年、2期目の途中で辞職。2001年4月、佐久市長選挙に出馬したが、落選。同年5月から7月まで参議院議員・小山峰男の選挙スタッフを務める。2002年1月から12月まで社団法人佐久青年会議所青少年教育改革委員長を務め、『佐久っ子道場』を主宰する。
2003年4月、長野県議会議員選挙で初当選。2011年4月、2期目の途中で辞職。衆議院議員を目指して政治活動を始める。2012年12月の第46回衆議院議員総選挙で長野3区に自由民主党から神道政治連盟の後援を得て出馬。民主党の寺島義幸に敗れるも、比例北陸信越ブロックで復活して初当選。2014年12月の第47回衆議院議員総選挙で長野3区から出馬し、維新の党の井出庸生に敗れるも、比例北陸信越ブロックで復活して再選。
2017年10月の第48回衆議院議員総選挙では井出に敗れ、比例復活も果たせず落選した。

## 主張
- 2014衆院選 毎日新聞候補者アンケートによると
  - 集団的自衛権の行使容認に賛成。
  - 憲法9条の改正に賛成。
  - 軽減税率の導入に賛成。
  - アベノミクスを評価する。
  - 原発は日本に必要だ。
  - 村山談話・河野談話を見直すべき。
  - ヘイトスピーチを法律で規制することに賛成。
  - 特定秘密保護法は日本に必要だ[7]。
- 選択的夫婦別姓制度の導入に反対[8][9]。

## 所属していた団体・議員連盟
- 日本会議国会議員懇談会[10]
- みんなで靖国神社に参拝する国会議員の会[10]